# Pamphagulus bodenheimeri
Pamphagulus bodenheimeri är en insektsart som beskrevs av Boris Petrovich Uvarov 1929. Pamphagulus bodenheimeri ingår i släktet Pamphagulus och familjen Dericorythidae.

## Underarter
Arten delas in i följande underarter:
- P. b. bodenheimeri
- P. b. dumonti